# Robinson R66
Robinson R66 je večnamenski lahki helikopter ameriškega podjetja Robinson Helicopter Company. Ima pet sedežev in ločeni tovorni prostor. Za razliko od batnih R22 in R44 ima R66 turbogredni motor Rolls-Royce RR300 z močjo 300 KM. R66 je malce hitrejši in ima boljše sposobnosti kot R44 - na katerem je baziran. R66 je dobil certifikacije od FAA 25. oktobra 2010. Dobave so se začele novembra 2010.
Projekt so oznanili leta 2007 kot prvi turbinski helikopter proizvajalca Robinson. R66 naj bi tekmoval z manjšimi helikopterji proizvajalcev Bell Helicopter in Eurocopter. Dvosedežni R22 in štirisedežni R44 so se še vedno v proizvodnji.Prodajna cena R66 je okrog trikrat večja od R22.

## Tehnične specifikacije
- Posadka: 1
- Kapaciteta: 5 (1pilot in 4 potniki)
- Dolžina: 459 in (11,66 m)
- Premer rotorja: 396 in (10,06 m)
- Višina: 137 in (3,48 m)
- Prazna teža: 1 280 lb (581 kg)
- Naložena teža: 2 700 lb (1 225 kg)
- Motor: 1 × Rolls-Royce RR300 turboshaft, 300 KM (223 kW)

- Maks. hitrost: 140 vozlov (161 mph, 259 km/h)
- Potovalna hitrost: 120 vozlov (138 mph, 222 km/h)
- Dolet: 325 nm (375 miles, 601 km)
- Višina leta (servisna): 14 000 ft (4267 m)
- Hitrost vzepnjanja: 1000 fpm (304 m/min)